# Адриановка (Запорожская область)
Адриановка (укр. Адріанівка, до 2024 года — Московка) — село, Московский сельский совет, Запорожский район, Запорожская область, Украина.
Код КОАТУУ — 2321585001. Население по переписи 2001 года составляло 435 человек.
Является административным центром Московского сельского совета, в который, кроме того, входят сёла Благовещенское, Весёловское, Никольское, Райское и Укромное.

## Географическое положение
Село Московка находится на левом берегу реки Мокрая Московка, ниже по течению на расстоянии в 5 км расположено село Троянды, на противоположном берегу — село Никольское.
Река в этом месте пересыхает, на ней сделано несколько запруд.

## История
- 1780 год — дата основания как немецкая колония Розенфельд.
- В 1943 году переименовано в село Московка.

## Экономика
- ООО «Нива».
- ФХ «Кривохатько».
- СПК «Орхидея».

## Объекты социальной сферы
- Школа.
- Дом культуры.
- Фельдшерско-акушерский пункт.

## Достопримечательности
- Братская могила советских воинов.